# Zacharias Dase

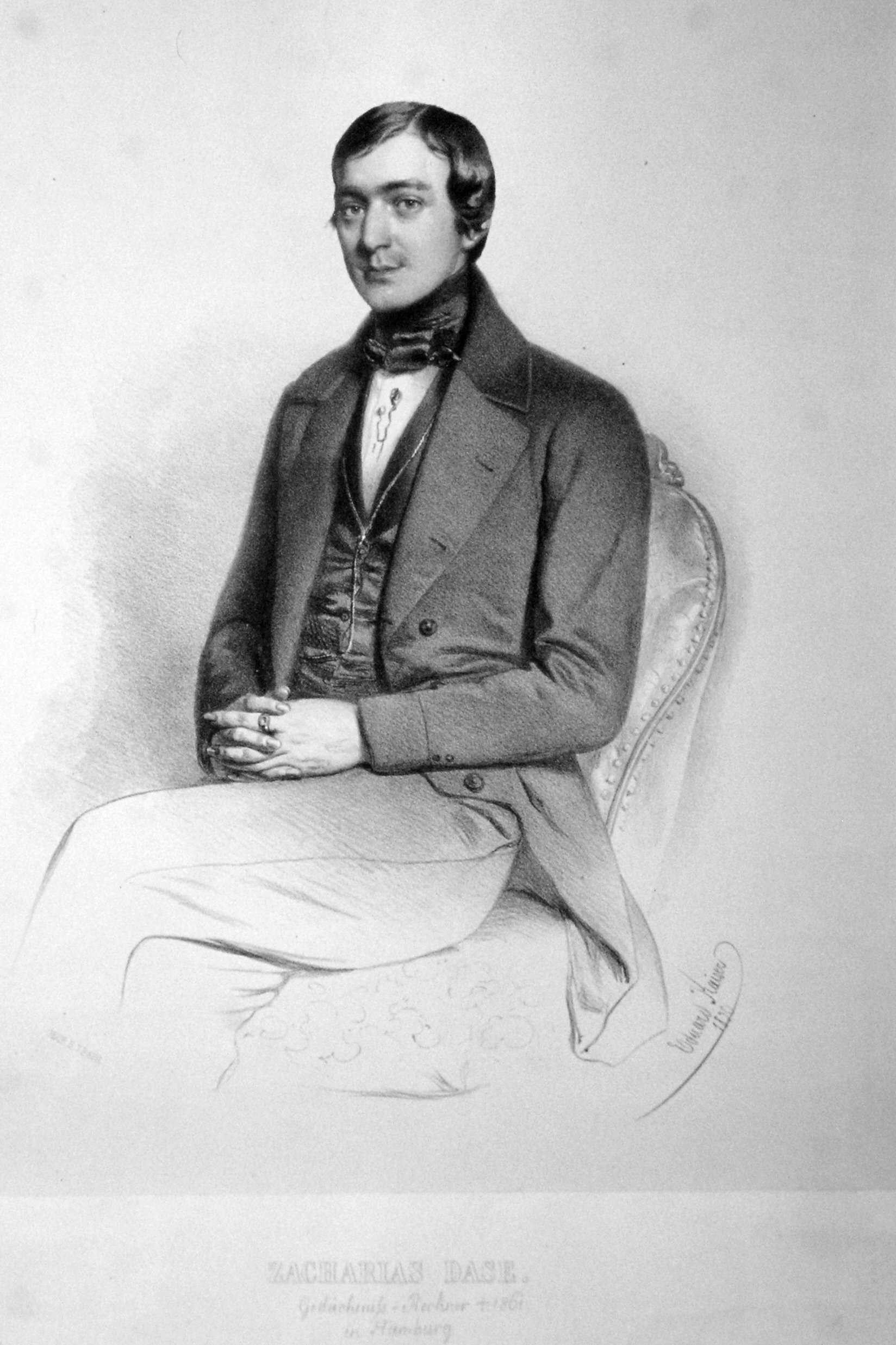
Zacharias Dase, Lithographie von Eduard Kaiser, 1850

Johann Martin Zacharias Dase (auch Dahse; * 23. Juni 1824 in Hamburg; † 11. September 1861 ebenda) war ein deutscher Schnellrechner und Rechenkünstler. Er war im 19. Jahrhundert so berühmt, dass zeitweise die Redewendung „nach Zacharias Dase“ synonym zu „nach Adam Riese“ gebräuchlich war.

## Leben
Durch einen Brief von Dase an den Phrenologen Gustav Struve sind uns einige biographische Angaben überliefert. Danach war sein Vater Ernst Johann Dase († um 1841) Destillateur und Schankwirt, seine Mutter eine geborene Knaken aus Wandsbek, die nach dem Tod des Ehemannes die Gastwirtschaft noch eine Zeit fortführte. Beide Eltern verfügten nur über einen geringen Bildungsgrad und kümmerten sich wenig um den Sohn. Zacharias Dase nutzte seine freie Zeit überwiegend für seine Lieblingsbeschäftigung, das Rechnen, und verkürzte hierfür sogar seine Schlafdauer. Mit 2½ Jahren kam er in eine Kinderschule, ab einem Alter von etwa sechs Jahren besuchte er die Volksschule. Erstaunlicherweise schwänzte er einmal die Schule, und zwar aus Furcht „vor dem Rechnen, resp[ektive] Zahlenschreiben“, was jedoch nur einmal vorkam, da er deshalb eine Prügelstrafe erhielt. Insgesamt besuchte er bis zum 15. Lebensjahr noch drei weitere Schulen. Im Rechnen, das seinen „Geist durchaus nicht anstrengt[e]“, war er stets der Beste. Von frühester Kindheit an litt er an Magenkrämpfen, die mit heftigsten Kopfschmerzen begannen und schließlich zur Bewusstlosigkeit führten. Außerdem hatte er „oft sehr lange anhaltende Lachkrämpfe“. Die „Art und Weise [s]eines Rechnens, vielmehr welche Wege [s]ein Genie dabei geht, und welches Verfahren es einhält“, konnte er nicht erklären. Zacharias Dase verfügte über eine gute räumliche Orientierung sowie einen ausgeprägten Ordnungssinn, der sich durch „Pünktlichkeit in allen Handlungen in Bezug auf Zeit und durch Ordnungsliebe in der Wohnung, ebenso auch durch Reinlichkeit“ äußerte. Er war sparsam und abstinent, während ihm Sinnlichkeit und Leidenschaften fremd und Frauen „sehr gleichgültig“  waren.
Zacharias Dase zeigte schon in seiner Jugend eine leidenschaftliche Vorliebe für das Rechnen und widmete der Übung darin fast jede freie Stunde. Seit 1839 trat er in Deutschland, Österreich und England als Rechenkünstler auf.
So multiplizierte er in Wien eine 40-ziffrige Zahl mit einer anderen 40-ziffrigen in 40 Minuten, in Wiesbaden eine 60-ziffrige mit einer anderen 60-ziffrigen in 2 Stunden 59 Minuten bei lebhafter Unterhaltung der Gesellschaft und zog in München die Quadratwurzel aus einer 60-ziffrigen Zahl in 20 Minuten und eine aus einer 100-ziffrigen in 52 Minuten.
Innerhalb von zwei Monaten berechnete er die Kreiszahl π exakt auf 200 Stellen:

„Der vielgenannte Kopfrechner Dahse hat die Zahl π auch auf 200 oder mehr Ziffern berechnet und ein Resultat gefunden, welches etwa in den letzten 40 Ziffern von dem Rutherfordschen abweicht. Schumacher hat aber Clausen ersucht, das von ihm schon vor längerer Zeit berechnete Resultat mitzuteilen. Dies bestätigt Dahses Rechnung, so daß man also berechtigt ist, das Rutherfordsche für falsch zu halten. Clausens Resultat ist auf 250 Ziffern berechnet, so jedoch, daß die zwei oder drei letzten als unzuverlässig zu betrachten sind. Schumacher wird Clausens Zahlen nächstens in den A[stronomischen] N[achrichten] bekanntmachen.“

In sechs Stunden intensiven Kopfrechnens erkannte er die Repunitzahl R11 als zusammengesetzte Zahl.
Dase stand in Kontakt mit Carl Friedrich Gauß und Carl Gustav Jacobi.

„Aus Hamburg wird gemeldet, daß daselbst am 11. d. M. Zacharias Dase, vom Schlage gerührt, gestorben ist. In ihm ist das größte Rechnengenie unserer Zeit verloren. Wie es heißt, soll er schon öfter an Krämpfen gelitten haben. Man fand ihn todt im Bette. Dase war, sein eminentes Zahlengenie abgerechnet, ein gewöhnlicher Mensch ohne alle höhere Geistesanlagen; dennoch würde er, wenn er nur noch wenige Jahre gelebt hätte, für die Wissenschaft Außerordentliches geleistet haben. Nachdem er nemlich ziemlich plan- und zwecklos umhergestreift war und nur kurze Zeit eine Verwendung durch das preußische Finanzministerium erhalten hatte, kehrte er wieder nach Hamburg, seiner Vaterstadt, zurück, wo sich auf Anregung einiger seiner Gönner ein Komité bildete, welches Geldsammlungen zu dem Zwecke veranstaltete, um Dase 3–4 Jahre hindurch eine sorgenfreie Existenz zu sichern, die er dazu benutzen sollte, um ein logarithmisches Riesenwerk (über die Primzahlen) auszuarbeiten. Anfangs flossen die Beiträge ziemlich spärlich und Dase gab auf den Rath seiner Freunde wiederholt öffentliche Proben seiner Kunst; endlich wurden doch mehrere Tausend Mark zu dem oben gedachten Zwecke zusammengebracht und Dase machte sich an die ihm übertragene Arbeit, die nunmehr leider unvollendet bleibt.“

Seit 1948 trägt der Daseweg im Hamburger Stadtteil Billstedt seinen Namen.

## Schriften
- Der Kreis-Umfang für den Durchmesser 1 auf 200 Dezimalstellen berechnet. In: August Crelle (Hrsg.): Journal für die reine und angewandte Mathematik. Band 27, Nr. 3. G. Reimer, Berlin 1844, S. 198 (uni-goettingen.de [abgerufen am 25. Juni 2024]).
- Tafel der natürlichen Logarithmen der Zahlen. In der Form und Ausdehnung wie die der gewöhnlichen oder Brigg'schen Logarithmen. Leopold Sommer, Wien 1850 (eingeschränkte Vorschau in der Google-Buchsuche [abgerufen am 25. Juni 2024]).
- Aufschlüsse und Proben seiner Leistungen als Rechenkünstler. Mitgetheilt von ihm selbst aus seinem Album. Z. Dase's Selbstverlag, Berlin 1856 (eingeschränkte Vorschau in der Google-Buchsuche [abgerufen am 25. Juni 2024]).
- Factoren-Tafeln für alle Zahlen der siebenten Million, oder genauer von 6000001 bis 7002000, mit den darin vorkommenden Primzahlen. Perthes-Besser & Mauke, Hamburg 1862 (eingeschränkte Vorschau in der Google-Buchsuche [abgerufen am 25. Juni 2024]).
- Factoren-Tafeln für alle Zahlen der achten Million, oder genauer von 7002001 bis 8010000, mit den darin vorkommenden Primzahlen. Perthes-Besser & Mauke, Hamburg 1863 (eingeschränkte Vorschau in der Google-Buchsuche [abgerufen am 25. Juni 2024]).
- mit Ergänzungen von H. Rosenberg: Factoren-Tafeln für alle Zahlen der neunten Million, oder genauer von 8010001 bis 9000000, mit den darin vorkommenden Primzahlen. Perthes-Besser & Mauke, Hamburg 1865 (eingeschränkte Vorschau in der Google-Buchsuche [abgerufen am 25. Juni 2024]).